# Bisetocreagris afghanica
Espèce
Synonymes
- Microcreagris afghanica Beier, 1959

Bisetocreagris afghanica est une espèce de pseudoscorpions de la famille des Neobisiidae.

## Distribution
Cette espèce se rencontre en Afghanistan et au Pakistan.

## Systématique et taxinomie
Cette espèce a été décrite sous le protonyme Microcreagris afghanica par Beier en 1959. Elle est placée dans le genre Bisetocreagris par Dashdamirov en 2005.

## Étymologie
Son nom d'espèce lui a été donné en référence au lieu de sa découverte, l'Afghanistan.

## Publication originale
- Beier, 1959 : Zur Kenntnis der Pseudoscorpioniden-Fauna Afghanistans. Zoologische Jahrbücher, Abteilung für Systematik, Ökologie und Geographie der Tiere, vol. 87, p. 257-282.